# Babići (Kaštelir-Labinci)
 Babići  (olaszul:  Babici) falu Horvátországban, Isztria megyében. Közigazgatásilag Kaštelir-Labinci községhez tartozik.

## Fekvése
Az Isztria középnyugati részén, Porečtől 11 km-re, községközpontjától 1 km-re északkeletre, az A9-es autóút mellett fekszik.

## Története
1880-ban 304, 1910-ben 137 lakosa volt. Az első világháború után a rapallói szerződés értelmében Isztria az Olasz Királysághoz került. A második világháború után Jugoszlávia része lett. A település Jugoszlávia felbomlása után 1991-ben a független Horvátország része lett. 2011-ben 74 lakosa volt. Lakói  főként mezőgazdasággal és állattartással foglalkoznak.

## Lakosság
| Lakosság változása | Lakosság változása | Lakosság változása | Lakosság változása | Lakosság változása | Lakosság változása | Lakosság változása | Lakosság változása | Lakosság változása | Lakosság változása | Lakosság változása | Lakosság változása | Lakosság változása | Lakosság változása | Lakosság változása | Lakosság változása |
| ------------------ | ------------------ | ------------------ | ------------------ | ------------------ | ------------------ | ------------------ | ------------------ | ------------------ | ------------------ | ------------------ | ------------------ | ------------------ | ------------------ | ------------------ | ------------------ |
| 1857               | 1869               | 1880               | 1890               | 1900               | 1910               | 1921               | 1931               | 1948               | 1953               | 1961               | 1971               | 1981               | 1991               | 2001               | 2011               |
| 0                  | 0                  | 304                | 109                | 125                | 137                | 0                  | 0                  | 102                | 96                 | 89                 | 59                 | 71                 | 74                 | 73                 | 74                 |